# Schlauchlining
Schlauchlining (auch: Schlauchrelining) ist ein gängiges Verfahren zur grabenlosen Sanierung  von erdverlegten, drucklosen Entwässerungsnetzen wie etwa der Kanalisation. Es wird oft als No-Dig-Verfahren (englisch No-Dig, kein Graben), also grabenloses Verfahren bezeichnet. Hierbei wird ein mit Kunstharz getränkter Kunststoffschlauch (Schlauchliner oder Inliner) in den Kanal eingezogen oder eingestülpt, der anschließend aushärtet.

## Schlauch
Siehe Hauptartikel: Schlauchliner
Der Schlauch besteht meist aus einem Polyesternadelfilz (Vliesstoff), Polyamid- oder GFK-(Glasfaser)gewebe. Er ist für den zu sanierenden Kanal konfektioniert. Die Länge und der Durchmesser entsprechen dem Altrohr und die Wanddicke richtet sich nach den statischen Vorgaben und wird berechnet. Der Schlauch wird im Werk (UP-Nadelfilz/GFK) oder in einer mobilen Tränkungsanlage vor Ort (vor allem EP-Nadelfilz wegen der schnelleren, nicht steuerbaren Reaktion des EP-Harzes) mit dem Harz imprägniert. Das Harz ist überwiegend ein ungesättigtes Polyesterharz (ISO-NPG) oder ein Epoxydharz. In besonderen Fällen (Temperatur, pH-Wert) kommen andere Harze zum Einsatz.

## Einbau
Der getränkte Liner wird über vorhandene Schachtöffnungen (Schachtdeckel) in den zu sanierenden Kanal eingezogen (inversiert oder eversiert). Nach der Tränkung wird bei der Eversion der Schlauchanfang über einen Rahmen gespannt auf einem 2–3 m hohen Gerüst über dem Anfangsschacht. Dabei wird der Schlauch „umgekrempelt“ und mit Wasser befüllt. Dadurch zieht (krempelt) sich der Schlauch selbst in den Kanal. Vorteil dabei ist, dass die Reibung gegenüber dem Altrohr vernachlässigt werden kann, der nachrutschende Schlauch gleitet durch das Wasser und legt sich formschlüssig an das Altrohr an.
Das zähflüssige Harz reagiert (härtet) durch Erwärmen (mit Warmwasser) in einer exothermen Reaktion und es entsteht ein festes, faserverstärktes „Rohr im Rohr“.
Es gibt Verfahren, die mit Druckluft eversieren oder den Schlauch mittels Seilwinde einziehen und anschließend aufstellen. Die Reaktion des Harzes kann mit Dampf oder UV-Licht angeregt und unterstützt werden. Vorteile dieser Verfahren sind die kurze Aushärtungszeit und ein geringerer Energiebedarf, da das Aufheizen des gesamten Wasservolumens im Schlauch entfällt. Nachteilig ist die geringere Bandbreite der Einsatzmöglichkeiten, die Sanierung von Leitungen im Grundwasser oder bei Dükern ist oft nicht möglich. Zudem liegt die praktikable Grenze für derartige Einzugsverfahren derzeit etwa oberhalb von DN 900 beziehungsweise oberhalb einer Wanddicke von ungefähr 14 mm. Es können größere Durchmesser hergestellt werden, die Verfahrenstechnik sowie die im Standardschacht herrschende Enge stellt die Kanalarbeiter jedoch vor größere technische und körperliche Herausforderungen.
Der Liner muss einige Zeit aushärten (je nach Durchmesser und Länge zwischen 2 Stunden und mehreren Tagen) bevor der Kanal wieder in Betrieb gehen kann. Er hat danach eine von der Statik abhängige Wanddicke von mindestens 3 mm bis typisch 12 mm (oder mehr je nach Nennweite). Anschließend werden die vorhandenen Hausanschlüsse mittels Kanalroboter aufgefräst und sollten mittels so genannter „Hutprofile“ mit dem sanierten Kanal verbunden werden.

## Entwicklung
Solche Verfahren wurden in begehbaren Kanälen (so genannten Sammlern) in England bereits 1971 erstmals eingesetzt und anfänglich mit dem Begriff InSitu-Verfahren bezeichnet (lateinisch In situ. Gemeint ist damit die Behandlung des schadhaften Rohres vor Ort). In den 1990er Jahren wurden diese Verfahren zunehmend weiterentwickelt.

## Einsatzbereiche
Neben dem „Standardmarkt“ der gängigen Hauptkanalnennweiten (DN 200 bis etwa DN 1200) hat sich der Markt in Richtung des Hausanschluss- und Grundleitungsbereichs (DN 200 und kleiner) mit besonders bogengängigen Linern entwickelt.
Größer als DN 1200 dimensionierte Kanäle sind schon renoviert worden (Rekord: 427 m DN 2500 am Flughafen San Diego, Kalifornien). Dies ist in erster Linie ein Kapazitätsproblem. Die Aushärtung der Schlauchliner erfolgt dabei mit der thermischen Warmwasserhärtung. Große Anbieter müssen hierzu mehrere Heizanlagen zusammenziehen. Die logistischen Probleme bei derart großen Kanälen sind üblicherweise enorm, da die Sicherung des Betriebes während der Arbeiten gewährleistet werden muss.

## Normen und Standards
- ISO 11296-4 – Kunststoff-Rohrleitungssysteme für die Renovierung von erdverlegten drucklosen Entwässerungsnetzen (Freispiegelleitungen) – Teil 4: Vor Ort härtendes Schlauchlining